# Ząbkowice Śląskie
Ząbkowice Śląskie é um município da Polônia, na voivodia da Baixa Silésia e no condado de Ząbkowice Śląskie. Estende-se por uma área de 13,67 km², com 15 072 habitantes, segundo os censos de 2018, com uma densidade de 1103 hab/km².

## Frankenstein
Mary Shelley afirmava que derivou o nome Frankenstein duma intuição, apesar de suas afirmações públicas sobre o significados do nome, surgiram muitas especulações, como a de que o nome teria relação com a cidade de Ząbkowice Śląskie. Frankenstein era o nome da cidade do século XIII, quando foi criada entre Frankenberg e Löwenstein. Foi renomeada após a Segunda Guerra Mundial, ao passar do controle alemão para o controle polonês.